# Грек, Проспер
Проспер Грек (мальт. Prosper Grech; 24 декабря 1925, Витториоза, колония Мальта — 30 декабря 2019, Рим, Италия) — мальтийский кардинал, августинец. Титулярный архиепископ Сан-Леоне с 22 января по 18 февраля 2012. Кардинал-дьякон с титулярной диаконией Санта-Мария-Горетти с 18 февраля 2012.

## Ранняя жизнь
Родился Стэнли Грек в Витториоза, Мальта, 24 декабря 1925 года, учился в лицее.  
Он взял имя Проспер, когда присоединился к Августинскому ордену в 1943 году.  
В то время как Мальта была в осаде во время Второй мировой войны, Грек служил артиллеристом в Королевской артиллерии Мальты.
Он умер 30 декабря 2019 года, на 94 году жизни.